# Sielsowiet dubowicki
Sielsowiet dubowicki (ros. Дубовицкий сельсовет) – jednostka administracyjna wchodząca w skład rejonu chomutowskiego w оbwodzie kurskim w Rosji.
Centrum administracyjnym sielsowietu jest wieś (ros. село, trb. sieło) Dubowica.

## Geografia
Powierzchnia sielsowietu wynosi 46,87 km².

## Historia
Status i granice sielsowietu zostały określone ustawami z 2004 i z 2010 roku.

## Demografia
W 2017 roku sielsowiet zamieszkiwało 329 mieszkańców.

## Miejscowości
W skład sielsowietu wchodzą miejscowości: Dubowica, Polana, Sietki, Chatusza, Szagarowo, Jasnaja Polana.